# Киселёв-Камский, Александр Александрович
Александр Александрович Киселёв-Камский (1868—1941) — русский и советский художник-пейзажист, жанрист и портретист. Не имел профессионального художественного образования.

## Биография
Александр Киселёв родился в Кудымкаре 8 февраля 1868 года в крестьянской семье. Окончил Кудымкарскую начальную школу и Соликамское четырёхклассное училище. Работал учителем в школах Кудымкара и Воскресенска. В 1889 году был призван в армию. Служил в Нежинском 137-й пехотном полку в Ярославле. В 1895 году окончил Казанское юнкерское училище. Проходил службу в Симферополе. В 1898 году окончил воинскую службу и переехал в Рязань, где начал заниматься живописью.
В 1904 году принимал участие в художественных выставках. В 1906 году вместе с другими офицерами подписался под статьёй в газете «Русское слово», где осуждались военные порядки и преступления  военачальников. За это был заключён в тюрьму Киевской крепости «Косой капонир». В заключении он написал картину «Косой капонир», позднее приобретённую Музеем революции СССР. После отбытия срока был уволен в отставку без права поступления на военную службу. В 1906-1915 годах занимался организацией художественных выставок в Рязани, принимал участие в выставках в Санкт-Петербурге и Москве. В 1906-1909 годах брал уроки живописи у профессора И. П. Пожалостина. В 1914 году сдал экзамен в Императорской Академии художеств на звание учителя рисования. До 1941 года преподавал рисование в школе. Был знаком со многими выдающимися художниками своего времени, среди которых — А. Е. Архипов, А. М. Васнецов, Л. О. Пастернак, В. Н. Мешков, С. В. Малютин, К. Ф. Юон, А. И. Куинджи, В. Н. Бакшеев и другие. В 1914 году взял себе псевдоним Киселёв-Камский, после того как на одной из художественных выставок оказались работы его однофамильца.
После Октябрьской революции занимался организацией выставок советских художников, вёл кружок изобразительного искусства. Был корреспондентом газет «Рабочий клич» и «Ленинский путь». Участвовал в создании Рязанского художественного музея. В 1925 году был в числе из основателей филиала АХРР в Рязани. В 1930 году в Рязани состоялась его персональная выставка, а в 1940 году — последняя прижизненная выставка.
В после начала Великой Отечественной войны был эвакуирован в Кудымкар. Скончался 10 декабря 1941 года. Похоронен на городском кладбище Кудымкара.

## Творчество
Киселёв-Камский является автором сотен пейзажей, портретов, жанровых полотен, этюдов. Он писал в реалистичной манере. Среди его картин множество пейзажей «Буря на Оке», «Разлив реки у Рязани», «Урал. Вид с Лысой горы в Нижнем Тагиле», «Пермь. Кама», «В селе Кудымкоре Коми-округа»). Ряд его картин имеет социально-историческую направленность («Расстрел крестьян села Секирино в 1907 г.», «Митинг в Рязани в октябре 1918 г.», «Первая женщина-милиционер в Рязани»). Работы Киселёва-Камского находятся в Музее современной истории России, Пермской художественной галерее, Рязанском художественном музее, в Коми-Пермяцком краеведческом музее.

## Семья
Жена — Екатерина Алексеевна Киселёва (урождённая Дмитриева).

## Галерея

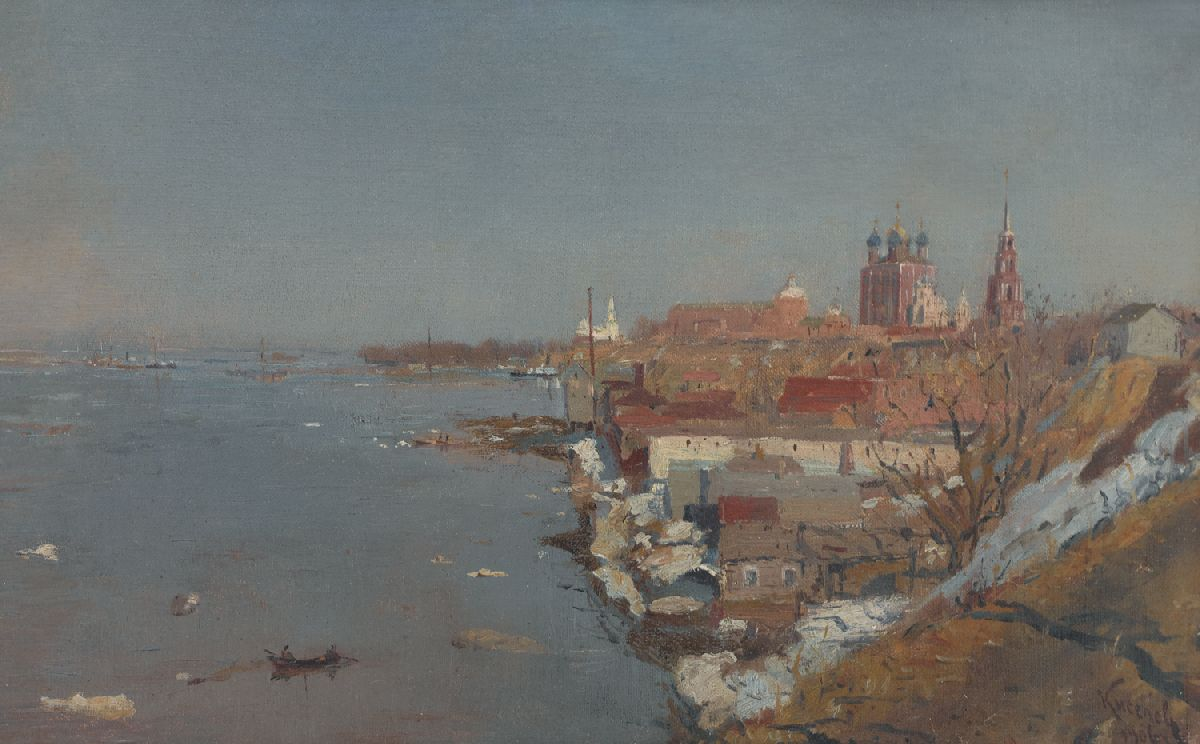
Весенний разлив на Оке. Вид на Рязанский кремль. 1906
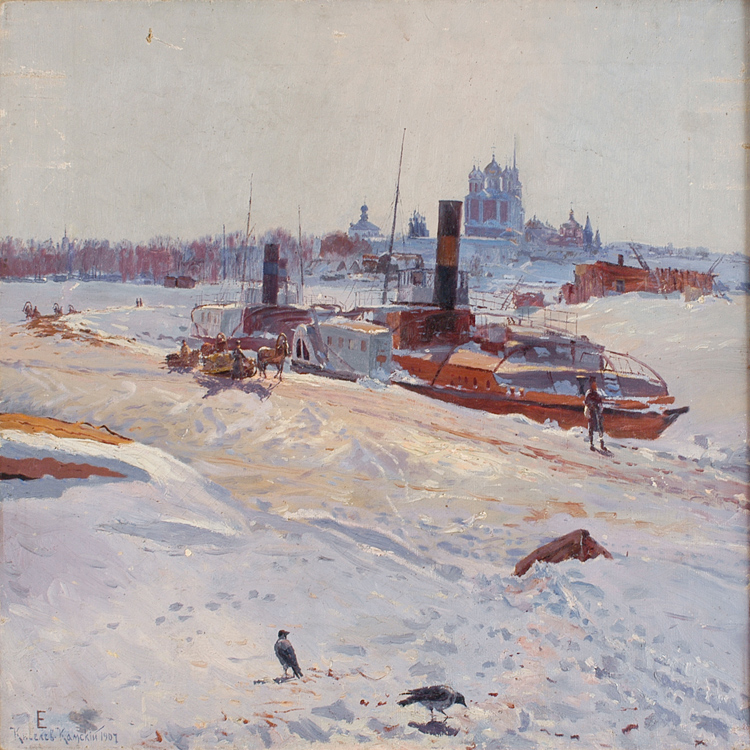
Февральский полдень. 1907